# Tore Berger
Tore Berger (n. 11 noiembrie 1944, Asker, Akershus, Norvegia) este un canoist ce a reprezentat Norvegia, medaliat olimpic. A participat la două ediții ale Jocurilor Olimpice (1968, 1972) în care a câștigat o medalie de aur și o medalie de bronz.